# Saint-Amé
Saint-Amé là một xã, nằm ở tỉnh Vosges trong vùng Grand Est của Pháp. Xã này có diện tích 8,07 km², dân số năm 1999 là 2012 người. Xã này nằm ở khu vực có độ cao trung bình 399 m trên mực nước biển.
Dân địa phương tiếng Pháp gọi là Stamésiens.

## Hành chính
| Danh sách các xã trưởng                |           |                   |      |                 |
| Giai đoạn                              | Giai đoạn | Tên               | Đảng | Tư cách         |
| tháng 3 năm 2008                       | 2014      | Alain Sanchi      |      | Maire           |
| tháng 3 năm 2001                       | 2008      | Annette Fleurence | UMP  | Nữ ủy viên vùng |
|                                        | 2001      | Jean Pizzato      |      |                 |
| Tất cả các dữ liệu trước đây không rõ. |           |                   |      |                 |

## Biến động dân số
| Năm | 1962  | 1968  | 1975  | 1982  | 1990  | 1999  |
| --- | ----- | ----- | ----- | ----- | ----- | ----- |
| Dân số | 1 553 | 1 924 | 2 101 | 2 007 | 2 033 | 2 012 |
| From the year 1962 on: No double counting—residents of multiple communes (e.g. students and military personnel) are counted only once. |       |       |       |       |       |       |

## Nhân vật nổi tiếng
- Julien Absalon, champion cycliste, est domicilié à Saint-Amé.